# Schwarzblaue aus dem Frankenwald

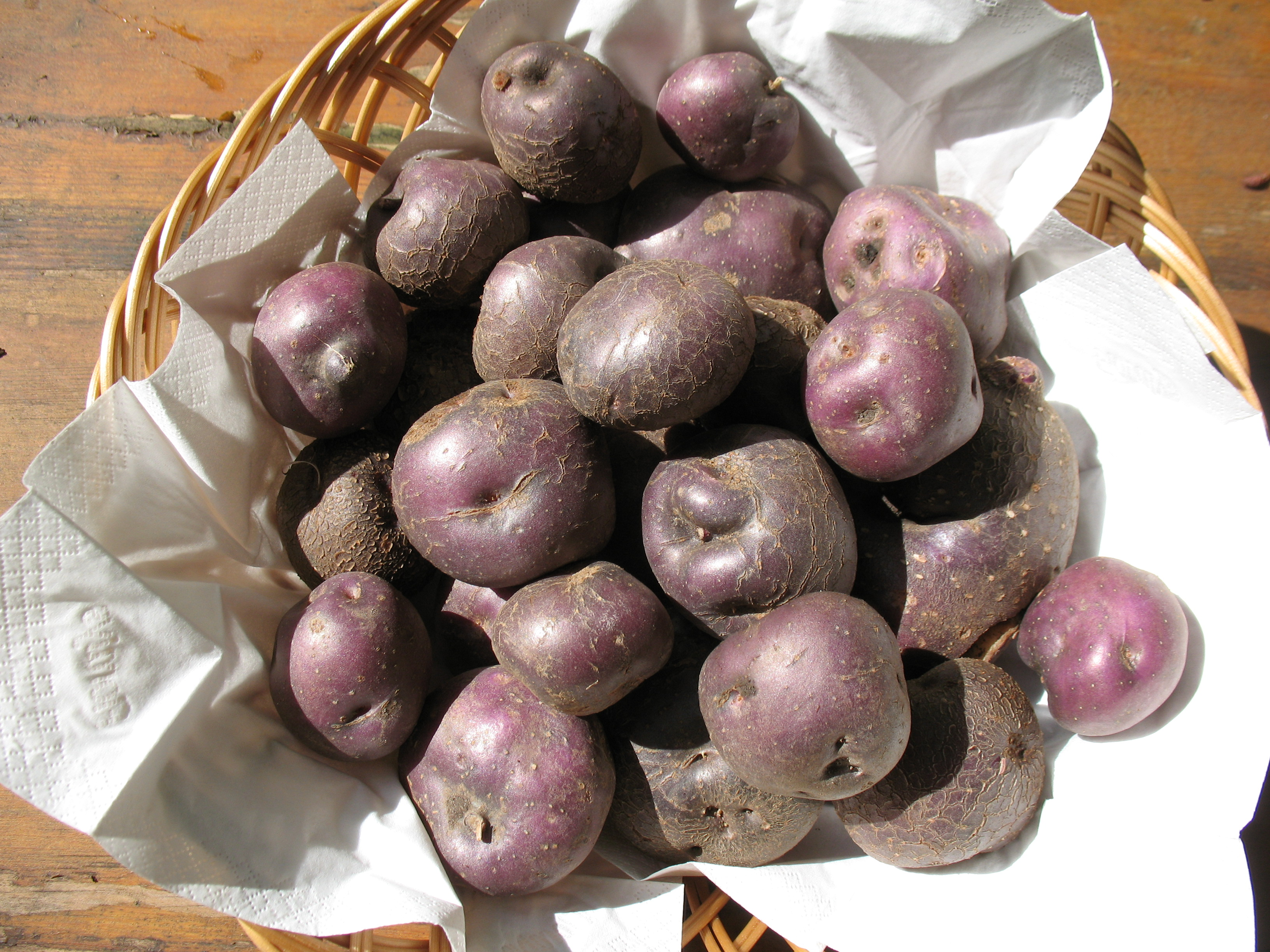
Tubercules de la variété Schwarzblaue aus dem Frankenwald.

La Schwarzblaue aus dem Frankenwald (littéralement « Bleue noire de la forêt de Franconie », appelée aussi Schwarzblaue Frankenwälder ou simplement Blaue) est une variété traditionnelle allemande de pomme de terre à peau violette et à chair blanc crème. 
C'est une variété locale ancienne qui n'est plus cultivée que par quelques agriculteurs, presque exclusivement pour leur consommation personnelle, entre autres en Haute-Franconie à Bad Steben dans l'arrondissement de Hof.
Cette variété, cultivée aussi par des jardiniers amateurs, est connue dans cette région depuis au moins le début du XXe siècle. On la trouve également dans la région des collines de Thuringe-Franconie, sous le nom de Blaue.
Comme beaucoup de variété anciennes, elle est fortement contaminée par les virus, ce qui se traduit par des pertes de rendement importantes, et explique que cette variété soit en danger d'extinction dans la région.
La Schwarzblaue aus dem Frankenwald est conservée ex situ, entre autres, dans la banque de gènes du Leibniz-Institut für Pflanzengenetik und Kulturpflanzenforschung (IPK, Institut de génétique végétale et de recherche sur les plantes cultivées) à Gatersleben.
Cette variété est actuellement en phase de documentation pour son éventuelle inclusion dans l'« Arche du Goût », projet de l'organisation Slow Food. L'objectif est de préserver les variétés locales et d'établir une identité culinaire régionale nouvelle.

## Caractéristiques

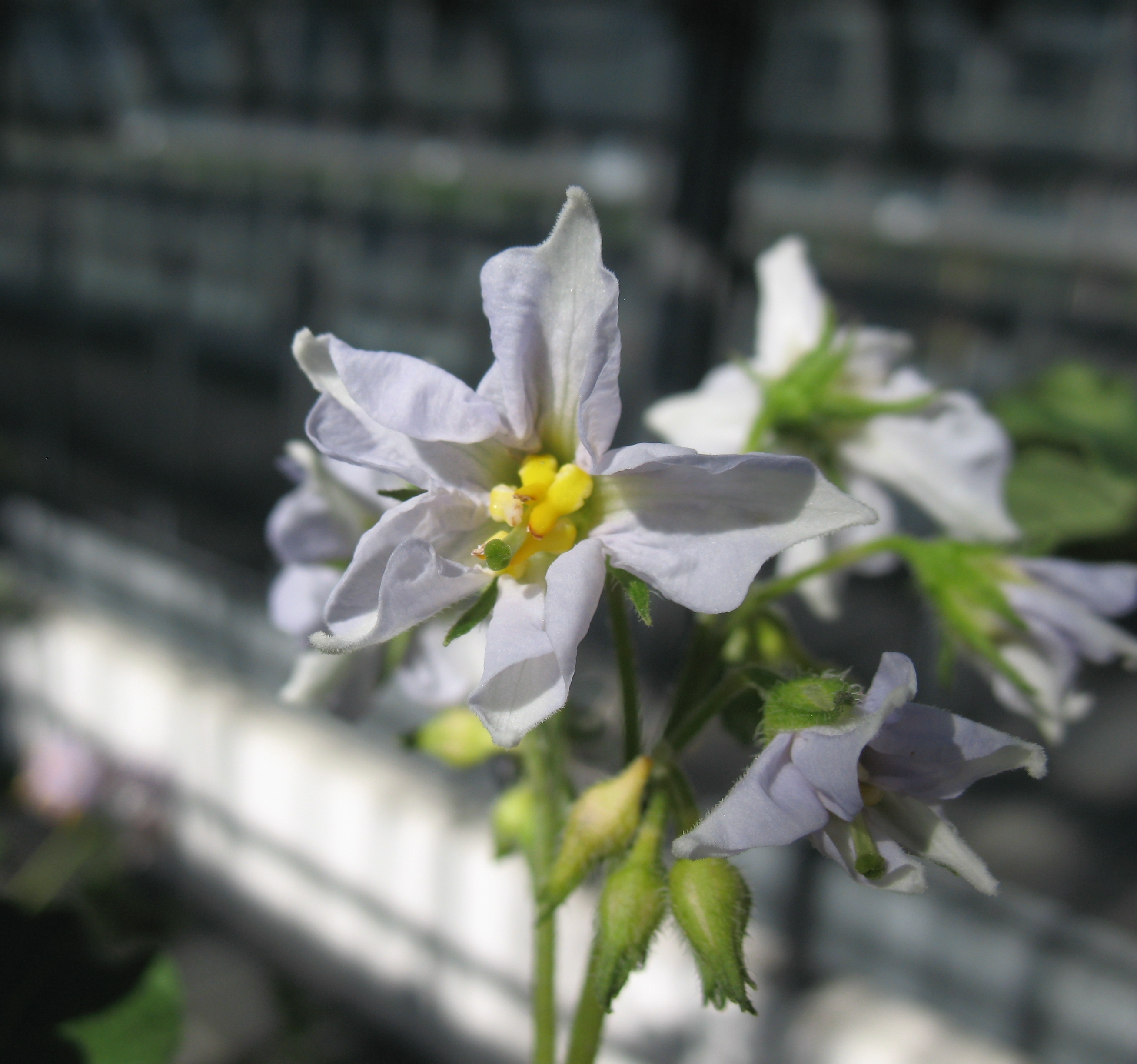
Fleurs de la variété Schwarzblaue aus dem Frankenwald.

Les tubercules, de forme générale ovale, sont de taille moyenne, à la peau lisse à rugueuse, réticulée, de couleur bleu-violet. La chair est de couleur blanc crème à jaune pâle.
Les germes sont également colorés en bleu-violet et les yeux moyennement enfoncés.
Les fleurs, de couleur bleu clair en début de floraison, virent ensuite presque au blanc. Leur épanouissement est cependant assez rare en plein champ dans la mesure où les boutons tombent souvent avant la floraison.

## Propriétés et consommation
La variété se distingue, selon l'emplacement et la météo, par une haute teneur en amidon - jusqu'à 24 % -  et une forte proportion de matière sèche, ce qui en fait une pomme de terre de type farineux. Elle est traditionnellement utilisée comme pomme de terre de consommation, entre autres en robe de chambre ou comme accompagnement du hareng mariné, du presskopf, ou préparée avec caillé ou du fromage.